# 宝石商のメイド
『宝石商のメイド』（ほうせきしょうのめいど）は、やませちかによる日本の漫画作品。2020年11月にSNSにて個人連載を開始。のち2021年7月よりカドコミなどで連載が始まり（初連載）、2021年12月にKADOKAWAのMFコミックスから単行本が発売された。
ニコニコとダ・ヴィンチが創設したユーザー参加型のマンガ賞「次にくるマンガ大賞2022」「次にくるマンガ大賞2023」のwebマンガ部門に2年連続ノミネートされたほか、三洋堂書店が主催する「#でらコミ！4」にて13位にランクイン。

## あらすじ
宝石商「ローシュタイン」は“メイドが宝石を売る”一風変わった品揃えのお店。大通りから外れたその店には、老紳士、貴族、女優、貧乏学生と噂を聞きつけたさまざまな人が訪れる。きらめく宝石を手にしたとき、彼らの人生もまた輝きだす。宝石と人が紡ぐ物語ーー繊細なイラストで贈る珠玉の連作短編。

## 登場人物
エリヤ・アインツィヒ
主人公。若いメイドで女性としては珍しく、最年少で宝石鑑定師の資格を取得している。
感情を表に出さない落ち着いた性格をしているが決して冷たいわけではなく、接客の際には客の思いに寄り添うことができる。所謂「感情豊かな無表情」が適切な表現。近隣住民との関係も良好。
主人であるアルフレッドが不在時は一人で店を切り盛りするほか、空いた時間で原石の選別も行う。
また、普通のメイドとして料理や掃除などの家事もこなす。読書と紅茶が好き。行きつけの紅茶屋とケーキ屋がある。
給与は学校に行けない貧しい子供たちに無償で勉強を教える施設「学び舎」に「ザトウムシ」という名義で密かに寄付している。そして何でもない平和な日常に満足しているのは、本人に辛い過去があることを象徴している。
アルフレッド・ローシュタイン
宝石店「ローシュタイン」の店主を務める青年。仕入れのために世界中の鉱山を巡っており、店にいることは少ない。
エリヤのことを大変信用していて、不在の間は彼女に店を任せている。
エリヤが不在時には店主として店に立つものの、エリヤの営業成績には遠く及ばない。
儲けたいとか有名になりたいという野心はあまり無く、あえて大通りから離れた場所に店を構えており、取材も基本的に断る。幼いころに事故で両親と妹が亡くなり、親戚である今の家に引き取られた。前の姓はユヴェーレン。
ラヴェンデル・リヒト・エルフェンバイン
大貴族「エルフェンバイン家」の四女。第二王子との結婚を控える。
末女ゆえに自由奔放な性格で、母に叱られてばかりいるが決して仲が悪いわけではない。
鉱物好きで、かつては学者など宝石に関わる仕事を夢見ていたが、母に反対され貴族としての人生を選ぶ。
成婚の際に身につけるティアラを求めてローシュタインを訪れ、エリヤとは個人的な友人になり、文通を始める。
また、エルフェンバイン家は紅茶の農園も経営しており、そこの茶葉を手紙と共にエリヤに送っている。
鉱物に見解が深いためローシュタインの店主アルフレッドとは何時間でも話していられる。

## イベント
2022年1月：阪急阪神百貨店の「阪神梅田本店」にて『宝石商のメイド展』を開催。作中に登場する宝石や鉱物を中心とした展示だが、おそらく初出であろう「スファレライトのティアラ」の現物が展示されたことで業界の話題の中心となった。
2023年8月：東京秋葉原のBARにて『宝石商のBARメイド』を開催。ファン交流型イベントが開催され、店内にはエリヤの宝石エプロンが展示された。
2024年7月：阪急阪神百貨店の「阪神梅田本店」にて『宝石商のメイド コラボカフェ ～アフタヌーンティーは義務ですので～』を開催。店内には作品をモチーフとしたカフェだけでなく、宝石エプロンに続きエリヤのイヤリングも展示された。
2025年7月：グランフロント大阪 うめきたSHIPホールにて開催の「鉱物コレクションJMC」にてエリヤの宝石エプロンを展示。同時に７巻の先行販売記念のサイン入り暑中見舞いポストカードが発表された。

## 書籍情報
- やませちか『宝石商のメイド』 KADOKAWA〈MFC〉、既刊6巻（2024年12月23日現在）
  1. 2021年12月22日発行、ISBN 978-4-04-681058-8
  2. 2022年4月22日発行、ISBN 978-4-04-681412-8
  3. 2022年12月23日発行、ISBN 978-4-04-682003-7
  4. 2023年7月22日発行、ISBN 978-4-04-682614-5
  5. 2024年4月23日発行、ISBN 978-4-04-683523-9
  6. 2024年12月23日発売[8]、ISBN 978-4-04-684297-8